# Гріффен
Грі́ффен, колишня назва Ві́ндіш-Грі́ффен (нім. Griffen, Windisch-Griffen), словенська назва Гре́бінь (словен. Grebinj) — ярмаркова громада в окрузі Фелькермаркт, у федеральній землі Каринтія (Австрія).

## Географічне положення
Гріффен розміщений в долині Яунталь (нім. Jauntal) між Клагенфуртською котловиною (нім. Klagenfurter Becken) і долиною Лафантталь (нім. Lavanttal). 

## Адміністративний поділ
| - Альтенмаркт — Altenmarkt (Stara vas) (154) - Валлерсберг — Wallersberg (Vašinje) (147) - Вельфніц — Wölfnitz (Golovica) (34) - Врізен — Wriesen (Brezje) (65) - Габерберг — Haberberg (Gabrje) (109) - Гаріуш — Gariusch (Gorjuše) (47) - Глечах — Gletschach (Kleče) (49) - Гріффен — Griffen (Grebinj) (899) - Гріффнергемайнде — Griffnergemeinde (Grebinjska Gmajna) (133) - Гросенегг — Großenegg (Tolsti Vrh) (75) - Гручен — Grutschen (Gruča) (38) - Енцельсдорф — Enzelsdorf (Encelna vas) (199) | - Ерлах — Erlach (Olše) (68) - Зальценберг — Salzenberg (Žavška Gora, Na Žalcu) (1) - Каунц — Kaunz (Homec) (88) - Клостерберг — Klosterberg (Kloštrske Gore) (3) - Клайндерфль — Kleindörfl (Mala vas) (39) - Лангегг — Langegg (Dolga Brda) (66) - Лімберг — Limberg (Limberk) (37) - Лінд — Lind (Lipa, Šmatija) (124) - Ліхтенвальд — Lichtenwald (5) - Обере-Гемайнде — Obere Gemeinde (Zgornja Gmajna) (1) | - Поппендорф — Poppendorf (Popendorf) (128) - Пустріц — Pustritz (Pustrica) (238) - Ракоуніг — Rakounig (Rakovnik) (253) - Рауш — Rausch (Ravež) (78) - Санкт-Кольманн — Sankt Kollmann (Šentkolman) (90) - Санкт-Леонгард-ан-дер-Зауальпе — Sankt Leonhard an der Saualpe (Šentlenart) (12) - Санкт-Якоб — Sankt Jakob (Šentjakob) (23) - Унтерграфенбах — Untergrafenbach (Spodnja Kneža) (18) - Унтергройчах — Untergreutschach (Spodnje Krčanje) (161) - Унтеррайн — Unterrain (Breg) (87) - Чрітес — Tschrietes (29) - Шлосберг — Schloßberg (Grad) (166) - Штіфт-Гріффен — Stift Griffen (Grebinjski Klošter) (13) |

## Персоналії
У Гріффені (поселення Альтенмаркт) народився австрійський письменник Петер Гандке.

## Виноски
- Офіційна сторінка [Архівовано 8 березня 2018 у Wayback Machine.](нім.)